# مردی از اصفهان
مردی از اصفهان فیلمی به کارگردانی و نویسندگی امیر شروان محصول سال ۱۳۴۶ است.

## داستان
جوان کارگری برای شکایت از سرپرست کارخانه‌ای که در آن کار می‌کند از اصفهان به تهران آمده و به خانهٔ صاحب کارخانه می‌رود...

## بازیگران
- نصرت‌الله وحدت
- پوری بنایی
- عبدالله بوتیمار
- کتایون
- حبیب‌الله بلور
- غلامحسین بهمنیار
- غلامحسین نقشینه